# Jean-Paul Ngoupandé
Jean-Paul Ngoupandé (* 6. Dezember 1948 in Dékoa; † 4. Mai 2014 in Paris) war ein zentralafrikanischer Politiker und dort von 1996 bis 1997 Premierminister.

## Politische Laufbahn
Ngoupandé stammt aus Dékoa in der Präfektur Kémo und schlug zunächst eine akademische Laufbahn ein, bevor er 1985 Erziehungsminister wurde. Dieses Amt bekleidete er bis 1989 und wurde dann Botschafter in verschiedenen Ländern. Am 6. Juni 1996 ernannte ihn Präsident Ange-Félix Patassé zum Premierminister; er trat aber bereits am 30. Januar 1997 wieder zurück. Er setzte sich in seiner kurzen Amtszeit, während der er auch Finanzminister war, für eine liberale Wirtschaftspolitik und grundlegende Reformen ein. Über das Tempo dieser Reformen geriet er mit dem Präsidenten in Streit.
Mitte der 1990er Jahre war er Mitbegründer der Partei Parti de l'unité nationale (PUN), deren Präsidentschaftskandidat bei den Wahlen vom 19. Juni 1999 er war. Patassé konnte diese Wahl für sich entscheiden während Ngoupandé lediglich 31.952 Stimmen bzw. 3,18 % erhielt. Die Wahlen wurden von der Opposition als manipuliert bezeichnet. Ngoupandé präsentierte sich als Gegner jeglicher Korruption und Verfechter demokratischer Werte.
Am 10. Oktober 2004 bestimmte ihn die PUN zum Kandidaten für die Präsidentschaftswahlen am 13. März 2005. Ngoupandé kehrte aus seinem Exil in Paris nach Bangui zurück. Seine Kandidatur wurde am 30. Dezember 2004 zunächst gemeinsam mit der von sechs anderen Kandidaten aus formalen Gründen nicht zugelassen, am 4. Januar 2005 wurden er und zwei weitere Bewerber dann doch akzeptiert. Bei den Präsidentschaftswahlen erreichte er mit rund 5 % der Stimmen den vierten Platz und schied aus dem Rennen aus. Bei den gleichzeitig stattfindenden Parlamentswahlen gewann er als einer von 17 Kandidaten einen der 105 Sitze bereits im ersten Durchgang. Er unterstützte danach den letztlich siegreichen Präsidenten François Bozizé und gehörte ab dem 19. Juni 2005 als Außenminister dem Kabinett des neuen Premierministers Elie Doté an. Im September 2006 schied er aus der Regierung aus.
In seinem Pariser Exil veröffentlichte Ngoupandé mehrere Bücher.

## Werke
- Chronique de la crise centrafricaine 1996-1997: le syndrome Barracuda. (1997) ISBN 2738458009
- L'Afrique sans la France: histoire d'un divorce consommé. (2002) ISBN 2226130888
- L'Afrique face à l'islam: les enjeux africains de la lutte contre le terrorisme. (2003) ISBN 2226137734